# ティヤナ・ボシュコビッチ
ティヤナ・ボシュコビッチ（セルビア語: Тијана Бошковић、ラテン文字転写: Tijana Bošković、1997年3月8日 - ）は、セルビアの女子バレーボール選手。セルビア代表。

## 来歴
ボスニア・ヘルツェゴビナのトレビニェ出身。2013年、セルビア代表に初選出される。2014年、ジュニア代表としてヨーロッパ選手権に出場し、金メダルを獲得、自身もMVPに選ばれた。同年9-10月に開催された世界選手権ではシニア代表デビューを飾り、レギュラーに抜擢された。2015年8-9月のワールドカップでは得点ランキングで全体の3位に入る活躍でチームを準優勝へ導き、リオ五輪の出場権獲得に貢献した。2016年8月のリオ五輪でもエースとしてチームを牽引し、銀メダルを獲得した。
2018年に日本で開催された世界選手権ではセルビアを初優勝に導き、自身も大会MVPに選ばれた。2021年開催の東京2020オリンピックで銅メダル獲得し、自身もベストオポジット賞を受賞した。同年開催の欧州選手権でも銀メダルを獲得し自身もベストオポジット賞を受賞。2022年の世界選手権でチームの連覇に貢献し、2大会連続のMVPに輝き、ベストオポジット賞も受賞した。

## 人物
- 実姉のダヤナ・ボシュコビッチはボスニア・ヘルツェゴビナ代表のバレーボール選手。

## 球歴
- オリンピック - 2016年、2021年、2024年
- 世界選手権 - 2014年、2018年、2022年
- ワールドカップ - 2015年
- 欧州選手権 - 2015年、2017年、2019年、2021年
- ワールドグランプリ - 2016年、2017年
- ネイションズリーグ - 2018年

## 受賞歴
- 2014年 - ジュニア欧州選手権　MVP
- 2016年 - 世界クラブ選手権 MVP、ベストオポジット賞
- 2017年 - トルコリーグ ベストオポジット賞
- 2017年 - 世界クラブ選手権 ベストオポジット賞
- 2017年 - ワールドグランプリ ベストオポジット賞
- 2017年 - 欧州選手権 MVP
- 2018年 - 世界選手権 MVP
- 2018年 - 世界クラブ選手権 ベストオポジット賞
- 2019年 - 欧州選手権 MVP、ベストオポジット賞
- 2021年 - 東京2020オリンピック ベストオポジット賞
- 2021年 - 欧州選手権 ベストオポジット賞
- 2022年 - 世界選手権 MVP、ベストオポジット賞

## 所属クラブ
- ŽOK ヘルツェゴバツ（2010-2011年）
- ヴィズラ・ベオグラード（2011-2015年）
- エジザージュバシュ・イスタンブール（2015年-）